# Белоај ан Франс
Белоај ан Франс (фр. Belloy-en-France) је насељено место у Француској у региону Париски регион, у департману Долина Оазе.
По подацима из 2011. године у општини је живело 2017 становника, а густина насељености је износила 212,54 становника/km².

## Демографија
| 1962. | 1968. | 1975. | 1982. | 1990. | 2011. |
| ----- | ----- | ----- | ----- | ----- | ----- |
| 1.041 | 1.065 | 1.710 | 1.645 | 1.540 | 2.017 |